# Улица Сергеева (Калининград)
У́лица Серге́ева — улица в Калининграде. До Второй мировой войны — Хинтертрагхайм (нем. Hintertragheim). Улица Сергеева проходит вдоль берега Нижнего пруда. Между улицей и прудом расположена зелёная зона.
Почтовый код улицы — 236040.

## Расположены на улице
- Парк-отель (бывший) — здание в стиле баухаус. Парк-Отель был построен по проекту Ханса Хоппа в 1929 году. После войны здание было восстановлено в несколько изменённом виде. Сейчас в бывшем отеле располагаются различные организации. Нынешний адрес — Сергеева 2, старый адрес — Хинтертрагхайм 33[2].

- Дворец творчества детей и молодёжи (бывший дворец пионеров). Построен по проекту А. В. Невежина в 1984 году. Адрес — Сергеева 10[3].

- Дом Профсоюзов. Был построен в 1982 году по проекту В. Г. Еремеева. Адрес — Сергеева 14[3].

## Археологические раскопки
В 2008 году часть зелёной зоны была уничтожена для строительства гостиницы. В ходе этих работ были обнаружены старые фундаменты. После обнаружения фундаментов были проведены археологические раскопки, в ходе которых был обнаружен культурный слой XV—XVIII веков, а фундаменты были идентифицированы как остатки масонской ложи «Три короны» и датированы концом XVII века. Поскольку в Калининграде не сохранилось других зданий или их остатков этого времени, обнаруженные фундаменты имеют высокую историческую ценность. Однако археологи опасаются, что возобновление строительных работ приведёт к разрушению раскопанных объектов.